# Ganadería de Torrestrella
Torrestrella es una ganadería brava española que perteneció al rejoneador Álvaro Domecq Diez y está inscrita dentro de la Unión de Criadores de Toros de Lidia. Los toros de este hierro pastan en la finca "Los Alburejos" (Medina Sidonia) y en "Camila" (Chiclana de la Frontera), ambas en la provincia de Cádiz.
El nombre de la ganadería se debe a la cercanía de la finca al Castillo de Torrestrella, fortificación del siglo XIII situada en el término municipal de Medina-Sidonia que perteneció a la Orden de Santa María de España, orden religiosa y militar fundada por Alfonso X en 1270, también llamada Orden de la Estrella, pues el escudo estaba constituido por una estrella de ocho puntas en cuyo centro aparecía la Virgen del Rosell. Su propiedad actual le corresponde a Doña María Luisa Picardo Carranza, nieta del que fuese Ilustre Alcalde de Cádiz, D. Ramón de Carranza y Fernández de la Reguera. Con el paso de los siglos la denominación del castillo pasó de "Torre de la Estrella" a "Torrestrella".

Tras su fallecimiento en octubre de 2005, la propiedad pasó a manos de su hijo Álvaro Domecq Romero. Se encuentra ubicada en la finca Los Alburejos, Medina Sidonia, y en la finca Camila de Chiclana de la Frontera, ambas en la provincia de Cádiz, España. La divisa es de color azul y oro y la antigüedad oficial 2 de septiembre de 1951.

## Historia de la ganadería

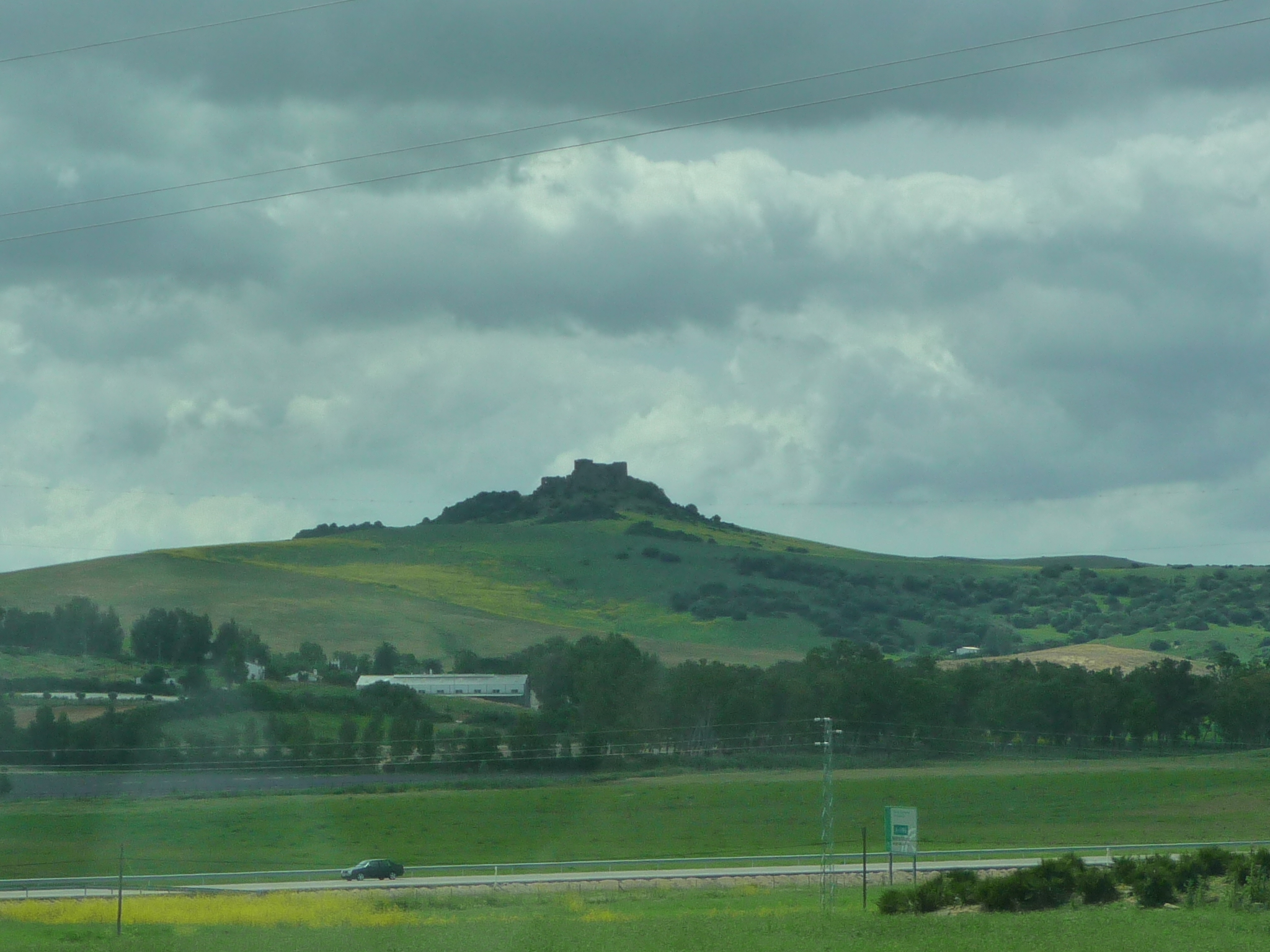
Castillo de Torrestrella en Medina Sidonia que da nombre a la ganadería

### Características del toro de "Torrestrella"
El toro de esta ganadería, por los cruces genéticos entre diferentes encastes, ha llegado a configurar un propio, con condiciones morfológicas propias; y que también se dejan ver dentro del comportamiento que ofrecen las reses en la plaza. La legislación vigente, reconociendo la singularidad de estos toros, lo menciona como uno de los encastes propios derivados de la casta Vistahermosa por la línea de Fernando Parladé.
Es un toro hondo, de buena alzada y desarrollo óseo, con morrillo destacado, generalmente bien armado con encornaduras que suelen dirigirse hacia arriba. Las pintas son muy variadas, destacando negros, colorados en todas sus variantes, castaños, tostados y con menor frecuencia cárdenos, ensabanados y jaboneros, pudiendo darse en menor medida salineros y sardos. Estos pelajes pueden ir acompañados por un gran número de accidentales, entre los que destaca la presencia del burraco y salpicado.

### Toros destacados
- Abrileño. Lidiado por Diego Puerta en la Plaza de Toros de la Real Maestranza de Caballería de Sevilla en el año 1974.

- Gitanito. Indultado en la Plaza de Toros de Valencia, tras ser lidiado por Dámaso González el 30 de julio de 1993.
- Castellano, colorado, de 575 kg, lidiado el 13 de julio de 1995 en la Plaza de toros de Pamplona por Juan Mora, premiado con el Trofeo Carriquiri de la Casa de Misericordia y que, durante el encierro, mató al corredor Matthew Peter Tassio.
- Borracho, lidiado en la Plaza de toros de Pamplona por Jesulín de Ubrique, premiado con el Trofeo Carriquiri de la Casa de Misericordia.

- Sevillano. Ejemplar nacido en septiembre de 1999, con pelo de color negro bragado meano. Fue lidiado el 17 de septiembre de 2003 en la Plaza de Toros de Murcia por Pepín Liria, recibiendo el indulto.

- Flor de almendro. Indultado en la plaza de Sanlúcar de Barrameda, el 24 de mayo de 2008, tras ser toreado por Enrique Ponce.[11]

- Alcoholero. Recibió el indulto en la plaza de Sanlúcar de Barrameda, el 24 de mayo de 2008, tras ser toreado por El Cid.[11]
- Sonajero, lidiado en 13 de julio de 2002 en la Plaza de toros de Pamplona Por Antonio Ferrera, premiado con el Trofeo Carriquiri de la Casa de Misericordia.
- Apocado, número 37, negro chorreado, de 545 kilos, lidiado el 20 de agosto de 2017 en la Plaza de toros de Vistalegre por Antonio Ferrera, premiado como Trofeo al toro más bravo por el Club Cocherito de Bilbao.[12]

### Sanfermines
Los toros de la ganadería de "Torrestrella" han sido habituales en los encierros de Pamplona, donde han participado hasta en 22 ocasiones. Entre las fechas más señaladas está el 14 de julio de 1995 cuando el toro Castellano corneó de muerte al americano Peter Tassio tras "empitonado en el abdomen con rotura de la aorta".

## Premios y distinciones
A lo largo de su trayectoria la ganadería de Torrestrella ha conseguido hacerse con distintos trofeos que acreditan la bravura y el juego que ofrecen los toros de este significativo hierro de la cabaña brava española:

- 1994: Premio Feria del Toro, otorgado por la Casa de Misericordia de Pamplona, por la corrida lidiada el 12 de julio de ese año por los diestros Emilio Muñoz, Juan Mora y Antonio Borrero "Chamaco.
- 2002: Premio Feria del Toro, otorgado por la Casa de Misericordia de Pamplona, por la corrida lidiada el 13 de julio de ese año por los diestros Víctor Puerto, Antonio Ferrera y David Fandila "El Fandi".
- 2017: Premio a la ganadería triunfadora de las Corridas Generales de Bilbao, concedido por la Junta Administrativa de la plaza de toros de Bilbao.[15]